# Tuấn Hưng
Nguyễn Tuấn Hưng (sinh ngày 5 tháng 10 năm 1978 tại Hà Nội), thường được biết đến với nghệ danh Tuấn Hưng, là một nam ca sĩ người Việt Nam. Từng là thành viên của nhóm nhạc Quả Dưa Hấu, anh nổi tiếng vào đầu thập niên 2000 thông qua việc sở hữu chất giọng lạ, trầm và khoẻ khoắn, qua đó anh được xem là một trong những ca sĩ xuất sắc nhất trong thế hệ của mình nói riêng và nền âm nhạc Việt Nam nói chung.

## Tiểu sử
Tuấn Hưng sinh ngày 5 tháng 10 năm 1978 tại Hà Nội, nguyên quán Hưng Yên.
Từng học trường Điện ảnh với tham vọng trở thành Ngôi sao điện ảnh nhưng cuối cùng Tuấn Hưng lại thành công với nghề ca sĩ. Từ khi là học sinh, Tuấn Hưng tham gia nhiều chương trình văn nghệ của trường lớp. Được khen ngợi về giọng hát, nam ca sĩ nhanh chóng gia nhập nhóm Quả dưa hấu. Khi đó, Tuấn Hưng quyết định bỏ dở việc học tại khoa Quản trị kinh doanh tại Trường Đại học Thăng Long, Đại học dân lập Thăng Long.

## Sự nghiệp

### Năm 1995-1998: Bắt đầu sự nghiệp
Năm 1995, khi đang học lớp 11, nhà trường tổ chức liên hoan văn nghệ mừng ngày Nhà giáo Việt Nam tại trường cấp 3, Tuấn Hưng đã khiến mọi người bất ngờ với giọng ca trầm ấm khi thể hiện ca khúc "Hàn gắn thế giới". Sau này, khi đang là sinh viên năm II Đại học dân lập Thăng Long (khoa Quản trị kinh doanh), anh đã bỏ ngang để đi hát cùng nhóm Quả Dưa Hấu.
Giọng Tuấn Hưng được giới âm nhạc phát hiện từ dịp đó. Và cũng từ đó, trong Hưng âm ỉ một khát khao được gắn bó với âm nhạc. Đang học năm III Đại học dân lập Thăng Long (khoa Quản trị kinh doanh), sức mạnh của âm nhạc cứ thế đã cuốn hút Hưng.

### Năm 1998-2000: Nhóm nhạc Quả dưa hấu, tách ra solo
Năm 1998, Tuấn Hưng đã quyết định chọn con đường ca hát cùng nhóm Quả dưa hấu mặc dù gặp không ít lời phản đối từ gia đình, bạn bè. Bốn chàng trai Bằng Kiều, Anh Tú (Tú Dưa), Tuấn Hưng, Tường Văn của Quả dưa hấu ngày nào đã chiếm được rất nhiều cảm tình từ người hâm mộ Hà Thành trước khi quyết định tách ra hát solo. Tuy chỉ duy trì được thời gian ngắn, nhưng nhóm đã tạo được dấu ấn trong lòng khán giả thông qua các bản hit như: Mặt trời dịu êm, Get down, Hè Muộn... Sau đó, Quả dưa hấu chính thức tan rã khiến người hâm mộ tiếc nuối. Tuy nhiên, với các thành viên, đây là cột mốc bắt đầu chặng đường mới. Đặc biệt Tuấn Hưng đã có sự nghiệp solo thành công.
Từ những năm 2000, Tuấn Hưng bắt đầu nam tiến để phát triển sự nghiệp solo. Thời điểm ban đầu, nam ca sĩ gặp không ít khó khăn trong việc gây dựng tiếng tăm của mình, anh thường xuất hiện tại các tụ điểm ca hát như phòng trà, quán bar... và dần được khán giả nhớ đến hình ảnh một nam ca sĩ cá tính nổi tiếng với ca khúc Vũ Điệu Thần Tiên và Mưa.
Sở hữu chất giọng trầm khàn đầy nam tính, Tuấn Hưng thường thể hiện các ca khúc về tình yêu với nhiều nốt cao. Dù chất giọng của nam ca sĩ được đánh giá phù hợp với dòng nhạc trữ tình, nhưng thỉnh thoảng anh chàng cũng thể hiện các ca khúc sôi động Dance, house hoặc electro. Ngoài ca hát, Tuấn Hưng còn có khả năng sáng tác nhiều ca khúc.
Thời gian đầu, anh thường hay thể hiện các ca khúc nhạc Hoa phổ lời Việt nổi tiếng nhưng dần dần, nam ca sĩ chuyên tâm thể hiện các ca khúc của nhạc sĩ Việt hơn, phong cách âm nhạc của anh cũng trở nên đa dạng và phong phú hơn qua các ca khúc như Dĩ vãng cuộc tình, Cầu vồng khuyết, Vẫn nhớ, Tìm lại bầu trời...

### Năm 2000-2012: Nam tiến và dần khẳng định tên tuổi bằng các hoạt động nghệ thuật
Tuấn Hưng thành lập nhóm làm studio tự do mang tên HAT và đã phát hành nhiều ca khúc trữ tình hoặc dance, electro. Anh được một người bạn trong giới nghệ sĩ là Duy Mạnh viết tặng 2 ca khúc Dĩ Vãng Cuộc Tình và Biết Tìm Đâu, trở thành hit của Vpop, tên tuổi Tuấn Hưng ngày càng nổi bật nhờ phong cách âm nhạc độc đáo. Nổi bật là bản ballad Gửi Ngàn Lời Yêu của nhạc sĩ trẻ Minh Vương từ chỗ không mấy nổi bật trở thành bài hát được đông đảo phòng trà ưa chuộng. Ngoài ra anh còn hợp tác với một số nhạc sĩ trẻ như Nguyễn Hồng Thuận, Mỹ Tâm... Đặc biệt, bạn thân của Tuấn Hưng là nhạc sĩ Tú Dưa chấp bút nhiều ca khúc mà sau này trở thành hit của riêng anh.
Tuấn Hưng cũng tham gia đóng phim và rất thành công với serie phim truyền hình Cho Một Tình Yêu với bạn diễn Mỹ Tâm.
Lần đầu tiên biểu diễn với tư cách solo là tại Câu lạc bộ Bạn Yêu Nhạc ở nhà hát Bến thành vào ngày sinh nhật của anh.
Năm 2010 là năm đánh dấu chặng đường 10 năm lập nghiệp của Tuấn Hưng tại Thành phố Hồ Chí Minh. Tháng 10/2010, anh tổ chức liveshow đầu tiên mang tên "Ranh giới và tình yêu". Liveshow cũng là lời cảm ơn từ Tuấn Hưng gởi đến khán giả, và bày tỏ tình thân với bạn bè đã cùng anh sát cánh trong suốt 10 năm qua. Khách mời trong chương trình vì thế cũng đều là những đồng nghiệp: Phương Thanh, Đàm Vĩnh Hưng, Siu Black, Hồng Ngọc, Lệ Quyên, Anh Bằng, Maya, Minh Kiên (beat-box), diễn viên Minh Hằng, nhạc sĩ Minh Khang, nhạc sĩ Quang Mẫn... Tính đến thời điểm này, anh đã xây dựng được một vị trí nhất định trong lòng công chúng yêu nhạc.
Đặc biệt, vào tháng 3/2012 , Tuấn Hưng thực hiện liveshow riêng của mình với tên gọi "Tuấn Hưng – Ngày trở về" đánh dấu quãng đường 10 năm lập nghiệp và thành danh của Tuấn Hưng sau khi Nam tiến và trở về Hà Nội.

### 2013-nay: Được công nhận

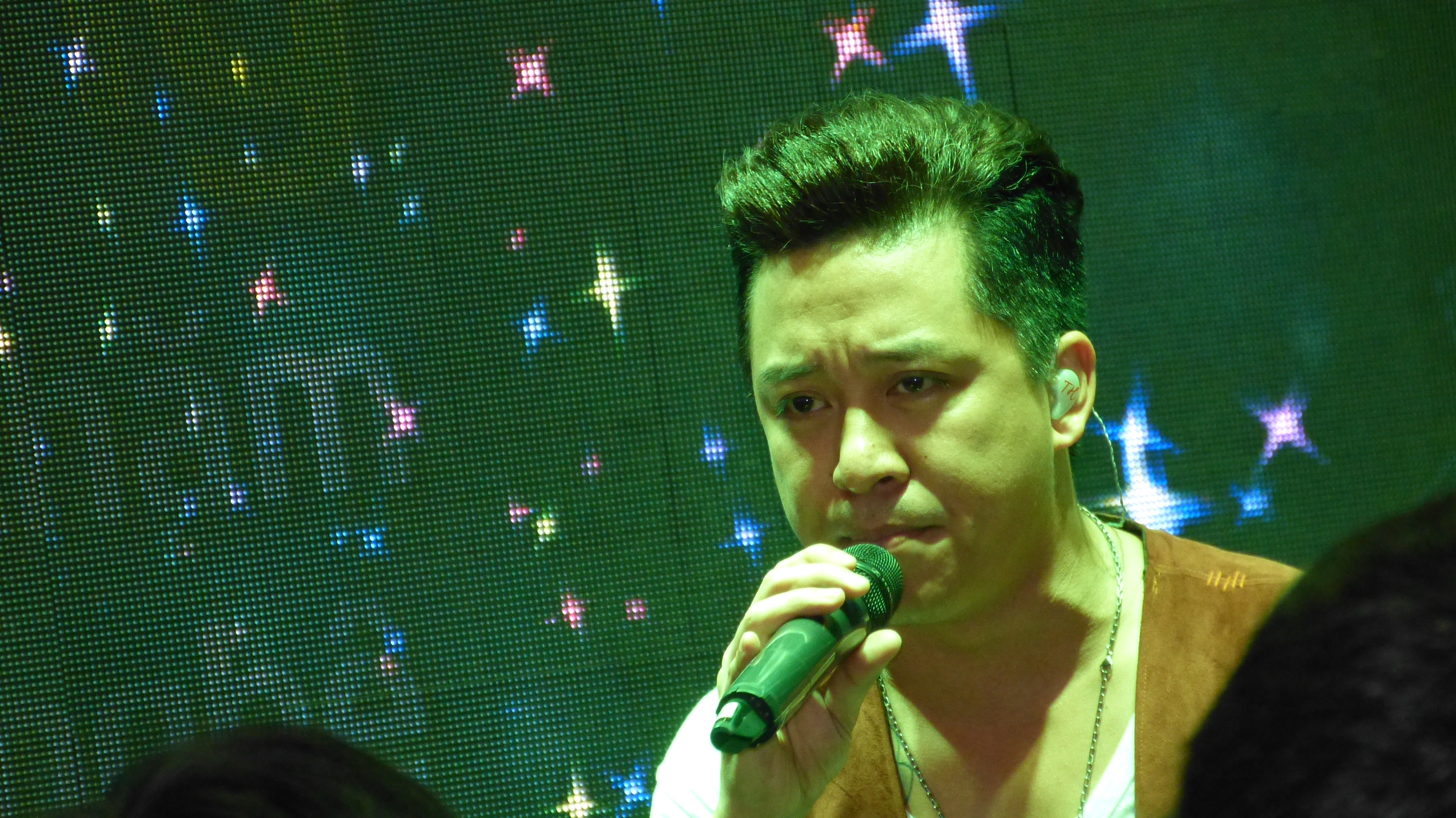
Tuấn Hưng vào năm 2013

Năm 2013, Tuấn Hưng một lần nữa khẳng định vị trí của mình với sự thành công của các bài hát như Tìm lại bầu trời, Anh nhớ em, Độc thoại, ... đỉnh điểm là vào năm 2014, Tuấn Hưng cho ra mắt sản phẩm MV Nắm lấy tay anh, bài hát nhanh chóng chiếm được sự yêu thích của khán giả nghe nhạc và khi đi đến bất kì đâu cũng có thể nghe được bài hát đó.
Năm 2014, anh tung ra single "Nắm lấy tay anh" nhân sự kiện trọng đại của mình - kết hôn cùng nữ doanh nhân trẻ Trần Thu Hương. Có thể nói cả bài hát và lễ cưới của anh đã trở thành tiêu điểm của công chúng suốt những tháng cuối năm. Cũng từ đó, hit "Nắm lấy tay anh" của Tuấn Hưng trở thành bài hát vàng trong các lễ cưới.
Năm 2016, Tuấn Hưng phát hành album online gồm 4 ca khúc. Ca khúc chủ đề của album là một sáng tác về gia đình có tên "Điều quý giá nhất", với phần hòa giọng của bé Bảo An. Ngoài Điều quý giá nhất, album online của Tuấn Hưng còn có các ca khúc Điều dại dột trong tình yêu, Vì người không xứng đáng, Thế giới và em anh chọn em. Đây là lần thứ hai Nguyễn Hồng Thuận cộng tác với Tuấn Hưng để sáng tác album, kể từ sau ca khúc Độc thoại. Tiếp sau album, vào 3/3/32016, Tuấn Hưng lần đầu tiên tổ chức liveshow riêng tại Nhà hát lớn (Hà Nội). Đêm nhạc này cũng đánh dấu sự thay đổi của nam ca sĩ Nắm lấy tay anh khi trước đó anh vẫn được biết tới là người "đắt sô" hát ở vũ trường hay sân khấu ngoài trời. Tuấn Hưng cũng tiết lộ rằng, vào đầu tháng 2 cùng năm, anh sẽ quay trở lại với lĩnh vực phim ảnh khi đảm nhận vai chính trong bộ phim chiếu rạp Truy tìm ký ức của đạo diễn Võ Ngọc.
Năm 2018, nam ca sĩ tổ chức liveshow Cảm ơn kỷ niệm 20 năm ca hát. Nam ca sĩ quỳ gối cảm ơn hàng chục nghìn khán giả đã tới ủng hộ anh trong liveshow "Ngựa Hoang" kỷ niệm 20 năm ca hát đồng thời cũng là kỷ niệm sinh nhật lần thứ 40 của Tuấn Hưng, nam ca sĩ bất ngờ nhận được thông báo bị hủy biểu diễn chỉ cách giờ diễn vài tiếng. Sự việc này đã khiến Tuấn Hưng tổn thất hơn 2 tỷ đồng và bị sốc tinh thần đến nỗi phải nhập viện. Thế nhưng vài tuần sau đó, nam ca sĩ đã tổ chức đêm nhạc mới với tên gọi "Cảm Ơn" tại Quảng Trường Đông Kinh Nghĩa Thục, anh đã hát miễn phí cho khán giả nghe và được hơn 10 nghìn khán giả trực tiếp theo dõi đứng kín cả con phố đi bộ. Tại đây, Tuấn Hưng đã rất xúc động và thậm chí ngồi xuống khóc trước tình cảm của khán giả dành cho mình.
Năm 2022, Tuấn Hưng cùng nhạc sĩ An Hiếu được bổ nhiệm chức danh Phó Chủ tịch Hội nghệ sĩ trẻ Hà Nội khoá II, nhiệm kỳ 2019 - 2024.
Năm 2023, Nam ca sĩ lên ý tưởng thực hiện liveshow "Câu chuyện tình yêu" vào dịp Valentine. Liveshow Câu chuyện tình yêu lần này rất đặc biệt. Khi nhắc đến tình yêu, ai cũng nghĩ tới chuyện tình yêu trai gái. Nhưng lần này, anh muốn đó là câu chuyện tình yêu để tri ân một người anh - người thầy đã giúp đỡ anh rất nhiều trong con đường âm nhạc đó là cố nhạc sĩ, ca sĩ Ngọc Châu. Tuấn Hưng: "Anh Ngọc Châu là người rất đặc biệt với tôi. Anh ấy dạy tôi những điều nhỏ nhất. Khi còn sống, anh luôn nhấn mạnh, nếu tôi muốn theo đuổi con đường âm nhạc dù không được đào tạo bài bản thì cần học làm người nghệ sĩ thực thụ, có tâm với nghề, không bao giờ được bỏ cuộc. Anh Châu dạy tôi hát. Chúng tôi chơi với nhau như những người anh em thân thiết. Tôi với anh Bằng Kiều thậm chí "ăn dầm ở dề" nhà anh ấy, trốn trong phòng anh Châu 3-4 ngày để tập nhạc. Đó là những kỷ niệm mà tôi sẽ không bao giờ quên. Những điểm sáng âm nhạc của anh Ngọc Châu là về tình yêu ngây thơ, trong sáng. Chính vì vậy, chương trình lần này, tôi mời Minh Quân, Khánh Linh - những người gắn bó với anh".
Năm 2024, Tuấn Hưng tham gia chương trình Anh trai vượt ngàn chông gai. Anh cùng ca sĩ Duy Mạnh tổ chức liveshow Anh em kết đoàn tổ chức tại Tam Đảo, Vĩnh Phúc vào tháng 9 nhằm gây quỹ ủng hộ người miền Bắc chịu ảnh hưởng thiên tai.

## Đời tư
Trước khi kết hôn, Nam ca sĩ Tuấn Hưng được coi là người đàn ông đào hoa bậc nhất showbiz, bởi danh sách người tình một thời của anh đều là những mỹ nhân đình đám của showbiz Việt. Anh từng bị dính nghi án quan hệ tình dục với 7 "bóng hồng" của showbiz Việt tốn không ít những giấy mực của báo chí lúc bấy giờ. Cả 7 "bóng hồng" đều là những mỹ nhân nổi tiếng đình đám của showbiz đó là
- Thanh Thảo
- Thân Thúy Hà
- Hồ Ngọc Hà
- Mỹ Tâm
- Hồng Quế
- Vũ Thu Phương
- Ngân Khánh

Tháng 4/2014, Tuấn Hưng chính thức kết hôn với nữ doanh nhân Trần Thu Hương, kém anh 12 tuổi. Bà xã anh là ái nữ đầu trong một gia đình giàu nức tiếng ở Hà thành. Sau kết hôn, cặp đôi đã với nhau 3 đứa con song Hương Baby vẫn khiến nhiều người ngưỡng mộ bởi thần sắc ngày càng rạng rỡ, xinh đẹp. Bản thân Hương Baby luôn đứng sau ủng hộ và là chỗ dựa tinh thần vững chắc cho Tuấn Hưng. Hiện tại, nam ca sĩ đang tận hưởng một mái ấm viên mãn bên vợ đẹp, con xinh cùng khối tài sản đáng mơ ước.
Hiện tại, vợ chồng Tuấn Hưng đã có với nhau 3 người con (2 trai 1 gái) lần lượt là Su Hào, Son và Sâm. Năm 2014, vợ chồng Tuấn Hưng chào đón con trai đầu lòng có tên là Nguyễn Trần Khánh Anh, nickname Su Hào. Cậu bé được ví như "bản sao" của Tuấn Hưng khi có chung tính cách, sở thích âm nhạc giống bố.
Tháng 3/2017, vợ Tuấn Hưng sinh con gái thứ hai cho ông xã. Tên khai sinh của bé là Nguyễn Trần Mỹ Anh, tên ở nhà là Son. Cô bé thừa hưởng rất nhiều nét đẹp từ mẹ. Tháng 8/2019, Hương Baby tiếp tục sinh cho Tuấn Hưng con trai thứ ba, đặt tên là Nguyễn Trần Nam Anh. Bé có tên ở nhà là Sâm.

## Danh sách đĩa nhạc

### Album phòng thu
- Vũ điệu thần tiên (2001) (Vol 1)
- Tình yêu lung linh (2002) (Vol 2)
- Vườn tình nhân (2002) - với Ngô Thanh Vân
- Đốt chút lá khô (2003) (Vol 3)
- Tình yêu hát (2004)
- Vẫn nhớ 2 (2005) (Vol 4)
- Đêm định mệnh (2006) (Vol 5)
- Dance (2007)
- Tình là gì? (2008) (Vol 6)
- Như giấc chiêm bao (2008) - với Lệ Quyên
- Nhạc...xưa (Vol 7) (2009)
- Sự thật một tình yêu (2009) (Vol 8)
- Giấc mơ kẻ đa tình (2010)
- Tình yêu phôi pha (2010) (Vol 9)
- Tìm lại bầu trời (2012) (Vol 10)
- Ảo giác - Anh nhớ em (2013) (Vol 11)
- Điều quý giá nhất (2016) (Vol 12)

### Album tổng hợp
- Tuấn Hưng Collection (2004)
- The best of Tuấn Hưng 1 (2015)
- The best of Tuấn Hưng 2 (2016)
- Những ca khúc nhạc hay nhất của tuấn Hưng 1 (2017)
- Những ca khúc nhạc hay nhất của tuấn Hưng 2 (2018)

### Album video
- Biển tình tôi (2003)
- Vẫn nhớ 2 - Dĩ vãng cuộc tình (2006)
- Tình là gì? (2008) (Vol 6)

### Album online
- Đam mê - Remix (2014)
- Giữ lại hạnh phúc (2015)
- Điều quý giá nhất (2016) (Vol 12)
- Tuấn Hưng - Phải chia tay thôi & Dối lòng (2018)

### Singles/EP
- MV: Xa vắng (2001)
- MV: Biết tìm đâu (2005)
- MV: Dĩ vãng cuộc tình (2006)
- MV: Cầu vồng khuyết (2007)
- MV: Tình là gì? (2006)
- MV: Như giấc chiêm bao (2008)
- MV: Giật mình trong đêm (2010)
- MV: Tìm lại bầu trời (2011)
- MV: Sẽ không còn nữa (2012)
- MV: Giật mình trong đêm (2012)
- MV: Anh nhớ em (2013)
- MV: Gửi ngàn lời yêu (2013)
- MV: Hối hận trong anh (2013)
- MV: Cầu hôn vợ (2014)
- MV: Nắm lấy tay anh (2014)
- MV: Tha thứ lỗi lầm (2015)
- MV: Anh sẽ không đổi thay (2015)
- MV: Vết thơ (2015)
- MV: Tan (2016)
- MV: Chỉ còn một đêm cuối (2017)
- MV: Vẫn nhớ - Remake (2018)
- MV: Thế giới và em, anh chọn em! (2018)
- MV: Vì người không xứng đáng (2019)
- MV: Ta đừng giận nhau nữa nhé (2023)

### Lyrics/Audio
- Vẫn nhớ (2006)
- Cầu vồng khuyết (2007)
- Tìm lại bầu trời (2012)
- Anh nhớ em (2013)
- Hối hận trong anh (2016)
- Độc thoại (2016)
- Phải chia tay thôi (2018)
- Dối lòng (2018)
- Ta đừng giận nhau nữa nhé (2023)

### Ca khúc tiêu biểu
- Vũ điệu thần tiên  (Minh Châu)
- Mưa (Tuấn Nghĩa)
- Tìm lại bầu trời
- Tình yêu lung linh
- Dĩ vàng cuộc tình
- Nắm lấy tay anh
- Cầu vồng khuyết
- Điều quý giá nhất
- Điều dại dột trong tình yêu
- Vì người không xứng đáng
- Thế giới và em anh chọn em.
- Đêm định mệnh
- Hối hận trong anh
- Tình yêu đâu phải trò chơi
- Chia xa
- Vẫn nhớ
- Sẽ không còn nữa
- Giật mình trong đêm
- Anh nhớ em

## Sự nghiệp điện ảnh
| Năm  | Tác phẩm            | Vai diễn            | Thể loại         | Nguồn  |
| ---- | ------------------- | ------------------- | ---------------- | ------ |
| 2002 | Số đỏ               | Xuân Tóc đỏ         | Kịch nói         | [ 16 ] |
| 2010 | Cho một tình yêu    | Trần Vũ             | Phim truyền hình | [ 17 ] |
| 2010 | Những nụ hôn rực rỡ | Hưng                | Phim điện ảnh    | [ 18 ] |
| 2015 | Gặp nhau cuối năm   | Thiên Lôi           | Kịch nói         | [ 19 ] |
| 2016 | Truy tìm ký ức      |                     | Phim truyền hình | [ 20 ] |
| 2017 | Tỏ tình             | Anh chàng sinh viên | Kịch             | [ 21 ] |
| 2023 | Đào, phở và piano   | Me xừ Phán          | Phim điện ảnh    | [ 22 ] |

## Chương trình truyền hình
Danh sách này không đầy đủ, bạn cũng có thể giúp mở rộng danh sách.
| Năm  | Chương trình                 | Vai trò                         | Nguồn  |
| ---- | ---------------------------- | ------------------------------- | ------ |
| 2010 | Đánh thức giai điệu          | Dẫn chương trình                | [ 23 ] |
| 2015 | Bài hát yêu thích            | Ca sĩ                           | [ 24 ] |
| 2015 | Bữa trưa vui vẻ              | Khách mời                       | [ 25 ] |
| 2015 | The Voice - Giọng Hát Việt   | Huấn luyện viên & Ban giám khảo | [ 26 ] |
| 2015 | Cafe sáng cuối tuần          | Khách mời                       | [ 27 ] |
| 2016 | Bữa trưa vui vẻ              | Khách mời                       | [ 28 ] |
| 2018 | Bữa trưa vui vẻ              | Khách mời                       | [ 29 ] |
| 2019 | Dnu's Got Talent             | Ban giám khảo                   | [ 30 ] |
| 2019 | The Voice - Giọng Hát Việt   | Huấn luyện viên & Ban giám khảo | [ 31 ] |
| 2021 | Cuộc hẹn cuối tuần           | Ca sĩ và khách mời              | [ 32 ] |
| 2024 | Anh trai vượt ngàn chông gai | Anh Tài                         | [ 10 ] |
| 2024 | Ken League                   | Thành viên chính                |        |

## Liveshow
Danh sách này không đầy đủ, bạn cũng có thể giúp mở rộng danh sách.
- Vũ điệu thần tiên - Liveshow (2002)
- Ranh giới & tình yêu - Liveshow (2010)
- Tuấn Hưng Ngày trở về - Liveshow (2012)
- Ngày ấy và bây giờ - Minishow (2013)
- Đam mê - Liveshow (2016)
- Ngựa hoang - Liveshow (2018)
- Cảm ơn - Concert (2018)
- Cầu vồng khuyết - Minishow (2020)
- Chị tôi - Liveshow (2022)[33]
- Góc ban công - Minishow (2022)[34]
- Câu chuyện tình yêu - Liveshow (2023)
- Và nhiều lievshow khác

## Giải thưởng
Danh sách này không đầy đủ, bạn cũng có thể giúp mở rộng danh sách.
Nguồn:
- Giải thưởng của Hội đồng nghệ thuật chương trình VTV – Bài hát tôi yêu 2004
- Ca sĩ triển vọng Làn Sóng Xanh 2002
- Top 10 Ca sĩ được yêu thích nhất Làn Sóng Xanh 2003, 2004, 2007, 2008, 2010
- Top 10 Ca sĩ được yêu thích nhất Làn sóng xanh 2006
- Top 10 Ca sĩ được yêu thích nhất tại Làn sóng xanh 2011
- Top 10 Ca sĩ được yêu thích nhất tại Làn sóng xanh 2012
- Top 10 Ca sĩ được yêu thích nhất tại Làn sóng xanh 2013
- MV ca nhạc có lượt xem cao trên Youtube tại Giải Làn Sóng Xanh 2013
- MV ca nhạc có lượt xem cao trên Youtube tại Giải Làn Sóng Xanh 2014
- Top 5 Ca sĩ được yêu thích nhất tại Giải Làn Sóng Xanh 2014
- Đề cử hạng mục Video được xem nhiều nhất cho MV 'Nắm lấy tay anh' trong giải thưởng POPS Awards 2014[35]
- Top 5 Ca sĩ được yêu thích nhất tại Giải Làn Sóng Xanh 2015
- Top 5 Ca sĩ được yêu thích nhất tại Giải Làn Sóng Xanh 2016
- Đề cử giải Ca sĩ của năm tại Pops Awards 2016[36]
- Và nhiều giải thưởng khác

## Sở thích khác
Ngoài các sở thích về ca hát, Tuấn Hưng còn rất hâm mộ thể thao. Trước khi tình cờ trở thành ca sĩ, Tuấn Hưng đã từng được xem như là một người có triển vọng về sự nghiệp thể thao khi anh tham gia đội bóng năng khiếu Thể Công, cũng như đã từng đoạt giải cấp thành phố về môn bóng bàn. Trong các năm gần đây, Tuấn Hưng đã tham gia giải bóng đá "phủi" Ngoại Hạng Hà Nội cùng đội bóng H.A.T (mà anh là chủ tịch, HLV trưởng, kiêm đội trưởng).
Tuấn Hưng còn nổi tiếng là ca sĩ có tài kinh doanh , anh sở hữu cửa hàng đồng hồ, giày da, nhà hàng ăn uống, quán cafe...
Từng là ca sĩ đắt show nhất nhì showbiz, Tuấn Hưng khiến ai nấy ngưỡng mộ bởi cuộc sống sang chảnh, giàu có của mình. Hiện vợ chồng Tuấn Hưng đang có loạt cửa hàng kinh doanh về đồng hồ, giày da, nhà hàng, quán cafe, salon làm đẹp, quán bar...
Trên trang cá nhân, vợ chồng nam ca sĩ cũng thường chia sẻ loạt hình ảnh về các xế hộp bạc tỷ như Rover, Porsche Panamera Turbo đỏ chói, Lamborghini Aventador LP700-4, Ferrari 488 GTB, Mercedes-AMG G 63... Tuấn Hưng còn được biết tới khi có bộ sưu tập đồng hồ và mô tô đáng ngưỡng mộ. Tương tự, Hương Baby cũng đặc biệt yêu thích những chiếc đồng hồ hạng sang có tổng giá trị lên đến vài tỷ đồng. Mỗi lần xuất hiện, bà xã Tuấn Hưng luôn thu hút người đối diện bởi gu thời trang đẳng cấp và loạt hàng hiệu của các hãng thời trang hàng đầu thế giới.
Được biết, Tuấn Hưng và bà xã cũng đang sở hữu nhiều bất động sản đắc địa. Cơ ngơi hiện tại của vợ chồng anh là một căn biệt thự mang hơi hướng phong cách tân cổ điển xen lẫn hiện đại ở Hà Nội. Và mới đây nhất, độ chịu chơi của giọng ca 7x khi quyết tâm mua bằng được biệt thự view biển xa hoa tặng bà xã đã khiến nhiều người không khỏi xuýt xoa trước độ chịu chi và khối tài sản đồ sộ của Tuấn Hưng.

## Bê bối
Dù thành công trong sự nghiệp nhưng Tuấn Hưng cũng vướng không ít rắc rối trong sự nghiệp ca hát của mình, cá tính thẳng thắng đến bộc trực và hơi nóng nảy đã khiến anh chàng bị gắn liền với biệt danh nam nghệ sĩ "lắm tài nhiều tật".

### Ồn ào vạ miệng
Năm 2015 có lẽ là một năm để đời của nam ca sĩ Tuấn Hưng khi ten tuổi anh gán liền với loạt phát ngôn gây sốc. Nổi bật trong số đó là lùm xùm văng tục thể hiện nỗi bức xúc trên trang facebook cá nhân với BTC Chương trình Bài Hát Yêu Thích cùng diva Mỹ Linh và nhạc sĩ Huy Tuấn. Vì lý do xếp hình ảnh của anh sau những ca sĩ trẻ điều đó khiến anh thấy mình không được tôn trọng, nhưng thực tế điều này đã được thông báo rằng việc sắp đặt chỉ dựa trên lượt bình chọn và có chú thích rõ trên giấy mời. Ồn ào này đã khiến Tuấn Hưng nhận được không ít ý kiến trái chiều từ khán giả.

### Sóng gió tình bạn Tuấn Hưng - Duy Mạnh, bị Duy Mạnh tố vô ơn
Tuấn Hưng và Duy Mạnh từng có mối quan hệ thân thiết như hai anh em. Tuy nhiên đến năm 2010, bạn gái Tuấn Hưng khi ấy là Hương Baby đóng MV cùng Duy Mạnh. Lúc này, một số tin đồn râm ran rằng Hương Baby có tình cảm với Duy Mạnh khiến mối quan hệ của họ bắt đầu nứt mẻ và thậm chí từng nảy ra tranh cãi dữ dội tren MXH.
Năm 2012, Tuấn Hưng bất ngờ chia sẻ anh và Duy Mạnh không phải là những người bạn thân, họ chỉ hợp tác công việc và không có chuyện nhạc sĩ tặng anh 2 ca khúc Dĩ Vãng Cuộc Tình và Biết Tìm Đâu. Điều này đã khiến Duy Mạnh sau đó tức giận lên tiếng tố đàn em "ăn cháo đá bát", đồng thời khẳng định cả hai chưa bao giờ sứt mẻ tình cảm vì chủ yếu cũng chẳng phải là bạn bè gì cho cam. Phía Tuấn Hưng sau đó cũng lập tức phản pháo rằng Duy Mạnh đang lấy tên tuổi của anh để PR cho album tiếp theo của mình.
Mối quan hệ giữa Tuấn Hưng và Duy Mạnh vẫn tiếp tục căng thẳng khi cứ vài năm đó, họ lại đăng đàn tuyên chiến với nhau trên MXH. Bẵng đi một thời gian, trong một đêm diễn vào năm 2021, Duy Mạnh bất ngờ nhắc đến Tuấn Hưng bằng lời lẽ khá nhẹ nhàng, còn xưng hô "cậu em", khiến nhiều người đặt nghi vấn cả 2 đã làm hòa sau thời gian dài "cạch mặt".

### Ồn ào ngoại tình khi vợ mang bầu
Tháng 7/2018, Hương Baby bất ngờ đăng đàn loạt ảnh chụp tin nhắn đồng thời chia sẻ khá dài kể về chuyện một ông chồng đã ngoại tình khi vợ mang thai. Dù không chỉ đích danh nhưng nhiều cư dân mạng đã đoán ngay được người đàn ông trong câu chuyện của Hương Baby chính là ông xã Tuấn Hưng. Khi sự việc được đẩy lên cao trào, bà xã Tuấn Hưng đành xoá status và khẳng định câu chuyện không liên quan đến chồng mình. Nhưng lời đồn đoán và thêu dệt về gia đình cô vẫn không có dấu hiện dừng lại tại thời điểm đó.
Phải đến khi Tuấn Hưng lên tiếng phủ nhận gay gắt tin đồn rằng: "Bố mẹ vợ đã tặng cho tao món quà vô giá là vợ tao và tình cảm của bố mẹ dành cho tao. Chứ tao chưa bao giờ đến mức phải để bố mẹ vợ lo cho tao dù là điều nhỏ nhất", thì sự việc này mới bắt đầu hạ nhiệt.